# フロリアン・ルジューヌ
フロリアン・ルジューヌ（ Florian Lejeune、1991年5月20日 - ）は、フランス・パリ出身のサッカー選手。ラ・リーガ・ラージョ・バジェカーノ所属。ポジションはDF。
フランスアマチュア選手権（4部）のRCOアグドで1シーズン、リーグ・ドゥ（2部）のFCイストルで2シーズンプレーし、2011年夏にリーガ・エスパニョーラのビジャレアルCFに移籍した。

## 経歴

### ユース時代
パリに生まれ、1998年7月に、19歳以下のサッカー選手がプレーするthe Centre de Formation de Parisでサッカーを始めた。Centreでプレーしたのはわずか4ヶ月であり、地元のパリ8区にあるRacing Club des Ternesで2年間プレーした。2000年にはラシン・クラブ・ド・フランスと契約し、ユースキャリアの大半をラシン・クルブで過ごした。ラシン・クラブに5年間在籍し、総合スポーツクラブとして知られるBéziers Méditerranée Cheminotsに移ると、Championnat de France 14 ans Fédérauxのカテゴリーで1年間プレーした。FCセト34の下部組織で2年間プレーした後、フランスアマチュア選手権（CFA、4部）のRCOアグドとアマチュア契約を結んだ。2008-09シーズンの大半をリザーブチームで過ごしたが、シーズン終盤にトップチームに招集され、2009年4月11日のガゼレク・アジャクシオ戦(3-1)で途中出場してCFAデビューを飾った。5月23日のギャップFC戦(3-21)で初めて先発出場し、翌週のエトワール・フレジュス・サン＝ラファエル戦(2-2)ではチームの2得点すべてを挙げた。

### FCイストル
2009年夏、リーグ・ドゥ（2部）のFCイストルのトライアルに参加。親善試合2試合で好印象を与え、3年間のプロ契約を交わしてリザーブチームに組みこまれた。移籍当初は守備的ミッドフィールダーのポジションでプレーしたが、最終的にはセンターバックのポジションに転向した。2009-10シーズン前半戦にはリザーブチームで積極的なプレーを見せ、2010年1月にトップチームに招集された。1月19日のEAギャンガン戦(0-0)でプロデビューし、この試合にフル出場。シーズン終了までにトップチームでさらに14試合に出場したが、そのすべてがフル出場であった。2010-11シーズンは開幕からレギュラーとなり、クープ・ドゥ・ラ・リーグのACアジャクシオ戦(4-0)でシーズンのスタートを切った。2010年9月にはU-20フランス代表にサプライズ選出された。2011年1月4日、レキップ紙はスペインのレアル・マドリードがルジューヌの成長をチェックしていると報じた。それに続き、特にイングランドのマンチェスター・ユナイテッドFC、マンチェスター・シティFC、アーセナルFC、イタリアのSSCナポリ、ウディネーゼ・カルチョなどとの繋がりが報じられ、報道では元フランス代表のローラン・ブランになぞらえられた。このような噂話があったが、イストルのFrancis Collado会長は「いかなるクラブからも選手への公式な接触はない」と断言した。

### スペイン時代
2011年7月7日、レキップ紙はルジューヌがリーガ・エスパニョーラのビジャレアルCFと4年契約を結ぶことで合意に達したと報じた。移籍金は100万ユーロであり、7月下旬から8月中旬にかけて参加していたFIFA U-20ワールドカップの閉幕を待ってからメディカルチェックと正式な契約が行われた。セグンダ・ディビシオン（2部）のビジャレアルCF Bに登録され、Bチームで7試合に出場した後の2011年11月6日、RCDエスパニョール戦(0-0)でトップチームデビューを果たした。
2013年1月、リーグ・アン（1部）のスタッド・ブレスト29にレンタル移籍した。
2014年夏、セグンダ・ディビシオンのジローナFCと2年契約を結んだ。すぐにポジションを掴み、同シーズンにチームは昇格プレーオフに参戦するが、クラブ史上初の昇格は果たせなかった。2015年8月25日にマンチェスター・シティFCに完全移籍するが、すぐにジローナにローン移籍に出される。しかしマンチェスター・シティでプレーすることはなかった。
2016年6月29日、ラ・リーガのSDエイバルと4年契約を結んだ。
2017年7月4日、プレミアリーグのニューカッスル・ユナイテッドFCと5年契約を結んだ。監督のラファエル・ベニテスに信頼されたが、2019年4月に膝を手術し残りの試合を全休した。
2021年7月22日、デポルティーボ・アラベスに完全移籍し、3年契約を結んだ。
2022年7月29日、2022-23シーズンはラージョ・バジェカーノにレンタル移籍することが発表された。